# Chironomus allothrix
Chironomus allothrix är en tvåvingeart som först beskrevs av Jean-Jacques Kieffer 1912.  Chironomus allothrix ingår i släktet Chironomus och familjen fjädermyggor.
Artens utbredningsområde är Sri Lanka. Inga underarter finns listade i Catalogue of Life.